# Anton Carl Frederik Moltke

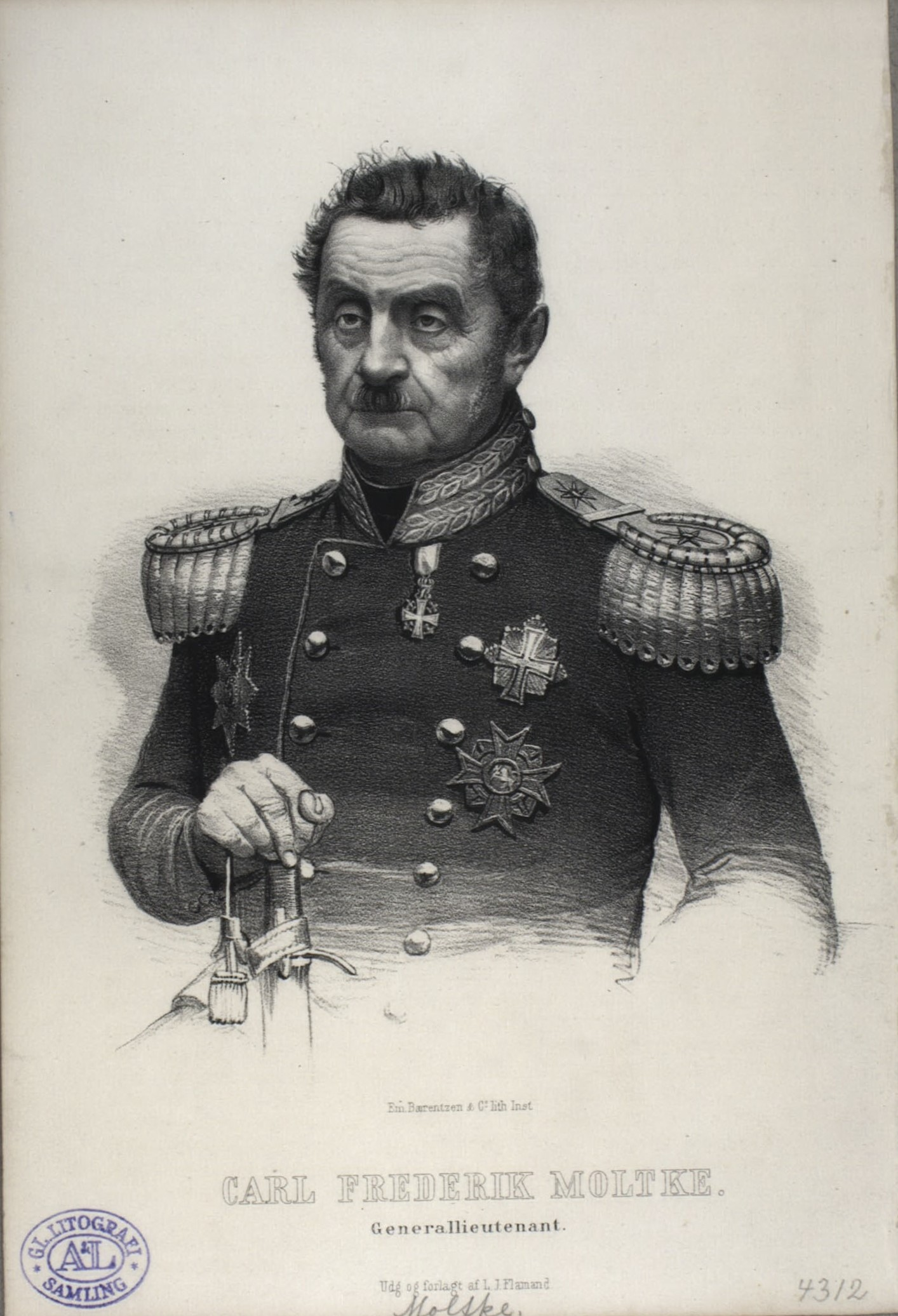
Anton Carl Frederik Moltke.

Anton Carl Frederik Moltke, född den 8 maj 1784, död den 12 december 1863, var en dansk general. Han var brorson till Frederik Moltke och farbror till Adam Ludvig Joachim Moltke.
Moltke blev kapten 1804 och deltog som bataljonschef i fälttåget i Holstein 1813, åtföljde danska ockupationskåren till Frankrike 1815–1818 samt blev 1833 överste och 1842 generalmajor. År 1849 förde Moltke med skicklighet en brigad i slagen vid Kolding och Fredericia samt 1850 en division vid Isted. Efter krigets slut blev han generallöjtnant och kommenderande general i Jylland samt kvarstod på denna plats till 1858.